# 다케베정
다케베정(建部町)은 오카야마현 오카야마시 북단에 위치하는 지역이다. 2007년 1월 22일에 오카야마시와 합병해 미쓰군 다케베정은 폐지되어 주소지로 쓰이고 있다. 오카야마현의 거의 중앙에 모여있어 이전 비젠국과 미마사카국에 걸친다.

## 개요
현재 오카야마시의 북단부를 차지한다. 1967년 1월 15일부터 2007년 1월 21일까지는 미쓰군 다케베정이였다. 정 중심지인 후쿠와타리는 옛 미마사카국 남단에 해당한다. 아사히카와의 맞은편이 구 비젠국에 해당한다.

## 역사
- 1955년 2월 1일 - 미쓰군 다카베촌, 가미타카베촌, 아카이와군 다케에다촌의 3촌이 합병해 미쓰군 다케베정 (초대)이 신설되었다.
- 1967년 1월 15일 - 미쓰군 다카베정 구메군 후쿠와타리촌과 합병해 새로운 미쓰군 다카베정이 되었다.
- 2007년 1월 22일 - 아카이와군 세토정과 함께 오카야마시에 편입 합병이 되어 오카야마시 다카베정이 되었다.
- 2009년 4월 1일 - 정령지정도시로 승격해 오카야마시 기타구 다카베정이 되었다.

## 교통

### 철도노선
- 서일본 여객철도
  - 쓰야마선：다케베역 - 후쿠와타리역

### 일반국도
- 국도 제53호선
- 국도 제484호선